# Tactisch rollenspel

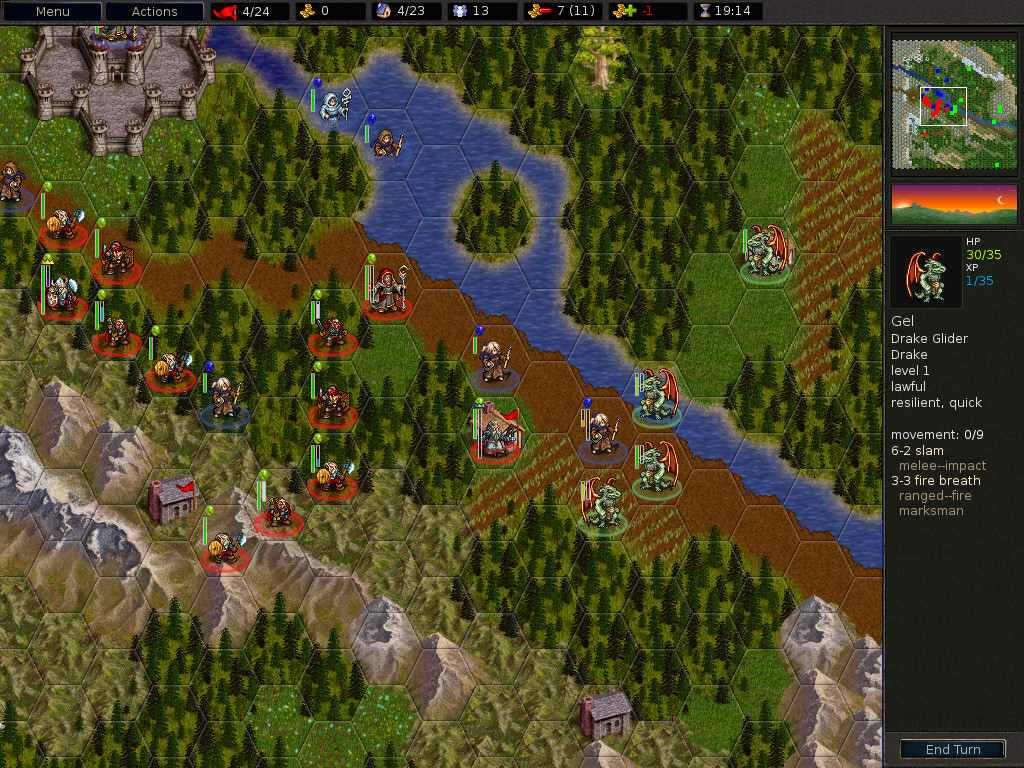
Een voorbeeld van het spel The Battle for Wesnoth.

Een tactisch rollenspel, ook wel strategisch rollenspel, is een stroming binnen het genre van computerrollenspellen (RPG) waarin de speler zich richt op het strategische beheer van uitgebreide gevechten met doorgaans grote aantallen vechters. Het spelgenre wordt ook wel afgekort tot TRPG (Engels: Tactic Role Playing Game) of SRPG (Strategic Role Playing Game).

## Beschrijving
In dergelijke spellen neemt de speler de rol aan van een groep verschillende personages die in de loop van het spel talrijker worden en die beschikbaar zijn als vechters in strategische confrontaties. Vergeleken met het klassieke rollenspel, waarin de frequente, korte gevechten plaatsvinden binnen de te verkennen spelomgeving, is de duur van de gevechten veel langer, is het aantal deelnemers aan deze gevechten hoger en bevatten de gevechten zelf aanzienlijk meer tactische en strategische elementen.
Het belangrijkste kenmerk van spellen in dit genre zijn de strategische gevechten. De gevechten zelf zijn typisch turn-based (om beurten een gevechtshandeling uitvoeren). Het is gebruikelijk om het slagveld in isometrisch of vogelperspectief onder te verdelen in rasters, waarbij het dambordachtige vierkante raster en het hexagonale raster ("hexfield") het meest worden gebruikt. Daarnaast zijn er meestal hoogteniveaus, waardoor aanvullende tactische beslissingen mogelijk zijn.
Afhankelijk van het spel heeft de speler zelf invloed op welke van zijn figuren hij waar plaatst. De beweging en het gevecht vinden dan afzonderlijk plaats, elke figuur wordt individueel door de speler verplaatst, computergestuurde figuren zijn vaak beschikbaar als NPC's, of om het voor de speler gemakkelijker te maken om zeer grote scenario's af te handelen.
De doelstellingen van een gevecht kunnen variëren, van het verslaan van alle tegenstanders tot het neerschieten van een bepaalde tegenstander, het overleven van een aantal rondes of het innemen van gebouwen.
Moderne strategische rollenspellen hebben steeds vaker een groter onderdeel van het rollenspelgenre, waardoor de grenzen van het genre vervagen. Hierdoor ontstaat een mix tussen strategie- en rollenspellen.

## Populaire spellen
Enkele populaire computerspellen in het spelgenre zijn onder meer:
- Fire Emblem-serie (1990)
- Langrisser-serie (1991)
- Shining Force-serie (1992)
- Tactics Ogre (1995)
- Jagged Alliance-serie (1995)
- Final Fantasy Tactics (1997)
- TearRing Saga (2001)
- Advance Wars-serie (2001)
- The Battle for Wesnoth (2003)
- Disgaea-serie (2003)
- Valkyria Chronicles-serie (2008)
- Grotesque Tactics: Evil Heroes (2010)
- Blackguards (2014)